# Eritrea tại Thế vận hội Mùa đông 2018
Eritrea đã tham gia Thế vận hội Mùa đông 2018 ở Pyeongchang, Hàn Quốc, từ ngày 9 đến 25 tháng 2 năm 2018. Đây là lần đầu tiên quốc gia này góp mặt tại Thế vận hội Mùa đông. Đoàn Eritrea bao gồm một vận động viên (VĐV) trượt tuyết đổ đèo, Shannon-Ogbnai Abeda, người cầm cờ cho đoàn tại lễ khai mạc.

## Số VĐV
Bảng sau liệt kê số VĐV tham gia theo môn. 
| Môn                | Nam | Nữ | Tổng số |
| ------------------ | --- | -- | ------- |
| Trượt tuyết đổ đèo | 1   | 0  | 1       |
| Tổng số            | 1   | 0  | 1       |

## Trượt tuyết đổ đèo
Eritrea có một VĐV nam tham dự, Shannon-Ogbnai Abeda, VĐV trượt tuyết sinh ở Canada. Abeda cũng từng đại diện cho Eritrea tại Thế vận hội Trẻ Mùa đông đầu tiên năm 2012 ở Innsbruck, Áo.
| VĐV                  | Nội dung         | Lượt 1    | Lượt 1  | Lượt 2    | Lượt 2  | Tổng số   | Tổng số |
| VĐV                  | Nội dung         | Thời gian | Xếp thứ | Thời gian | Xếp thứ | Thời gian | Xếp thứ |
| -------------------- | ---------------- | --------- | ------- | --------- | ------- | --------- | ------- |
| Shannon-Ogbnai Abeda | Dích dắc lớn nam | 1:19.86   | 67      | 1:20.01   | 62      | 2:39.87   | 61      |
| Shannon-Ogbnai Abeda | Dích dắc nam     | KHT       | KHT     | KHT       | KHT     | KHT       | KHT     |